# 麗島夢譚
《麗島夢譚》是日本漫畫家安彦良和的歷史漫畫。包含休載在內，2006年11月号－2012年9月号在《月刊COMICリュウ》（徳間書店）連載。單行本全4卷。標題的「麗島」即葡萄牙人將台灣命名為「葡萄牙語：（美麗之島）」之意。

## 概要
島原之亂後，逃過一劫的天草四郎和松浦黨的後裔海賊頭目伊織、宮本武藏等人一起來到台灣，卻捲入荷蘭和西班牙為了爭奪台灣的紛爭。鄭芝龍在台灣遇見天草四郎，認定他就是已死的兒子鄭森（福松）。四郎以鄭森的身分和伊織等人回到平戶，之後為了參加科舉前往明國。時光流逝，明國即將被清國所滅，成為鄭成功的四郎為了抵抗清國，率領船團前往台灣……。

## 主要登場人物
松浦伊織
平戶松浦氏之庶子。平戶藩初代藩主松浦鎮信的異母兄。
米迦・安傑羅
三浦按針之子。日本名三浦 按次郎。松平伊豆守的公儀隱密。
天草四郎
在本作中，首實檢確認的其實是影武者之1人。
宮本武藏
在島原之亂的戰鬥中負傷，來到台灣，和西班牙的提督比武。
我雅
台灣原住民凱達格蘭族的女族長，和伊織、米迦、四郎一起回到平戶。

## 單行本
- 安彦良和 『麗島夢譚』 徳間書店〈リュウコミックス〉、全4卷
  1. 2009年01月20日発行 ISBN 978-4-19-950105-0
  2. 2010年09月18日発行 ISBN 978-4-19-950198-2
  3. 2011年04月04日発行 ISBN 978-4-19-950239-2
  4. 2012年12月13日発行 ISBN 978-4-19-950317-7

## 關連項目
- 東寧王國

## 外部連結
- 麗島夢譚 （页面存档备份，存于）